# Stift Lilienfeld
Das Stift Lilienfeld (lateinisch Abbatia B. M. V. de Campililio) ist eine Zisterzienser-Abtei in Lilienfeld in Niederösterreich.

## Aktuell
Die Zisterzienser des Klosters Lilienfeld betrachten es als ihre Hauptaufgabe, die Liturgie (Stundenliturgie und Heilige Messe) zu feiern. Dem Stift Lilienfeld sind 19 Pfarren inkorporiert, in denen die Patres als Seelsorger wirken. Einzelne Patres sind auf einer theologischen Fakultät tätig, einige sind Religionslehrer. Das Stift Lilienfeld nimmt gerne Gäste auf und ist eine wichtige Pilgerstation auf der Via Sacra, dem alten Pilgerweg von Wien nach Mariazell. Manche Patres wirken in der Verwaltung des Klostergutes. Die Einnahmen von Forst, Jagd, Fischerei und Gästebetreuung werden für die Löhne der Mitarbeiter und für die Erhaltung der zahlreichen historischen Gebäude des Stiftes Lilienfeld (Stiftskomplex, Pfarrkirchen und Pfarrhöfe in den inkorporierten Pfarren) gebraucht.
Das Stift Lilienfeld stellt das mittelalterliche Laienbrüderdormitorium und das aus dem 13. Jahrhundert stammende Cellarium für Veranstaltungen zur Verfügung.
Bei Führungen können die mittelalterliche Klosteranlage und die barocke Bibliothek besichtigt werden. Der Abtei Lilienfeld ist ein Klosterladen und eine Buchhandlung angeschlossen.
Das Stift ist ein spirituelles und kulturelles Zentrum der Region. Es gilt als eines der schönsten Denkmäler mittelalterlicher Baukunst in Österreich und ist die größte erhaltene zisterziensische Klosteranlage in Mitteleuropa.

## Geschichte
Stift Lilienfeld wurde 1202 durch Leopold VI., Herzog von Österreich und der Steiermark, als Tochterkloster von Stift Heiligenkreuz gegründet und gehört damit der Filiation der Primarabtei Morimond an. 1217 versammelte Herzog Leopold VI. in Lilienfeld viele Adelige seines Herrschaftsgebietes, um von hier aus zum Fünften Kreuzzug aufzubrechen. Nach dem Kreuzzug schenkte er dem Stift Lilienfeld eine Kreuzreliquie, die er in Byzanz erhalten hatte. Nach seinem Tod wurde Herzog Leopold VI. in der Kirche des Stiftes Lilienfeld bestattet. Die Begräbnisfeierlichkeiten für den Stifter am 30. November 1230 waren mit der Kirch- und Klosterweihe von Lilienfeld verbunden. 1266 oder 1267 fand Königin Margarete von Babenberg in der Stiftskirche ihre letzte Ruhestätte.
Im 14. Jahrhundert erlangte das Skriptorium von Stift Lilienfeld besondere Bedeutung durch Abt Ulrich von Lilienfeld, den Verfasser der Concordantiae caritatis, und den Mönch Christanus (oder Christian) von Lilienfeld. Die Mönche des Stiftes Lilienfeld nahmen sich im Mittelalter sehr um die Armen- und Krankenfürsorge und um die Gästebeherbergung an. Als Cimburgis von Masowien, die Mutter von Kaiser Friedrich III., auf einer Wallfahrt nach Mariazell in Türnitz starb, wurde sie im Presbyterium der Stiftskirche Lilienfeld bestattet.

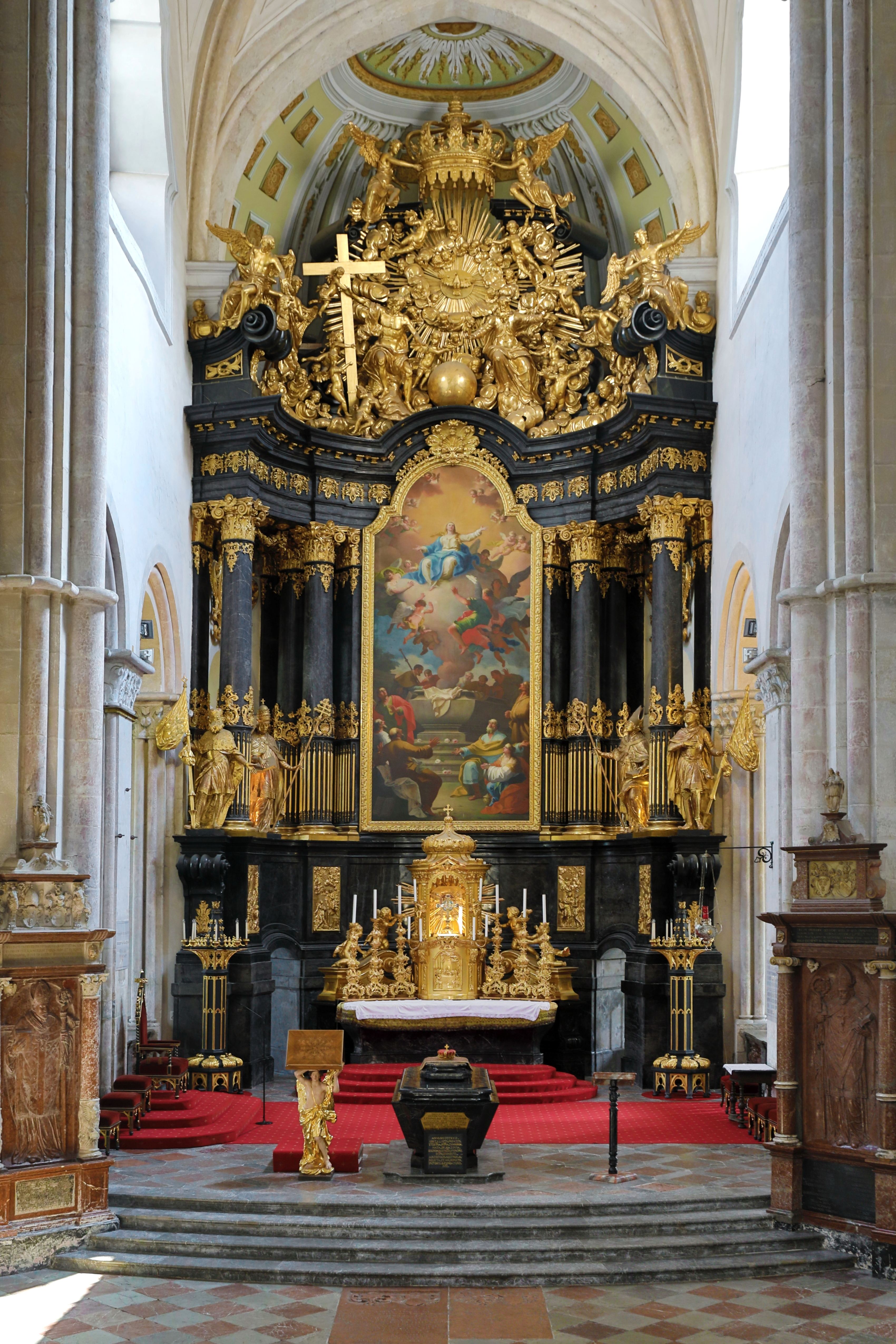
Hochaltar mit dem Kenotaph Leopolds VI. davor. Begraben selbst ist er und seine Tochter Margarete bei der linksseitigen Balustrade des Altarraumes.

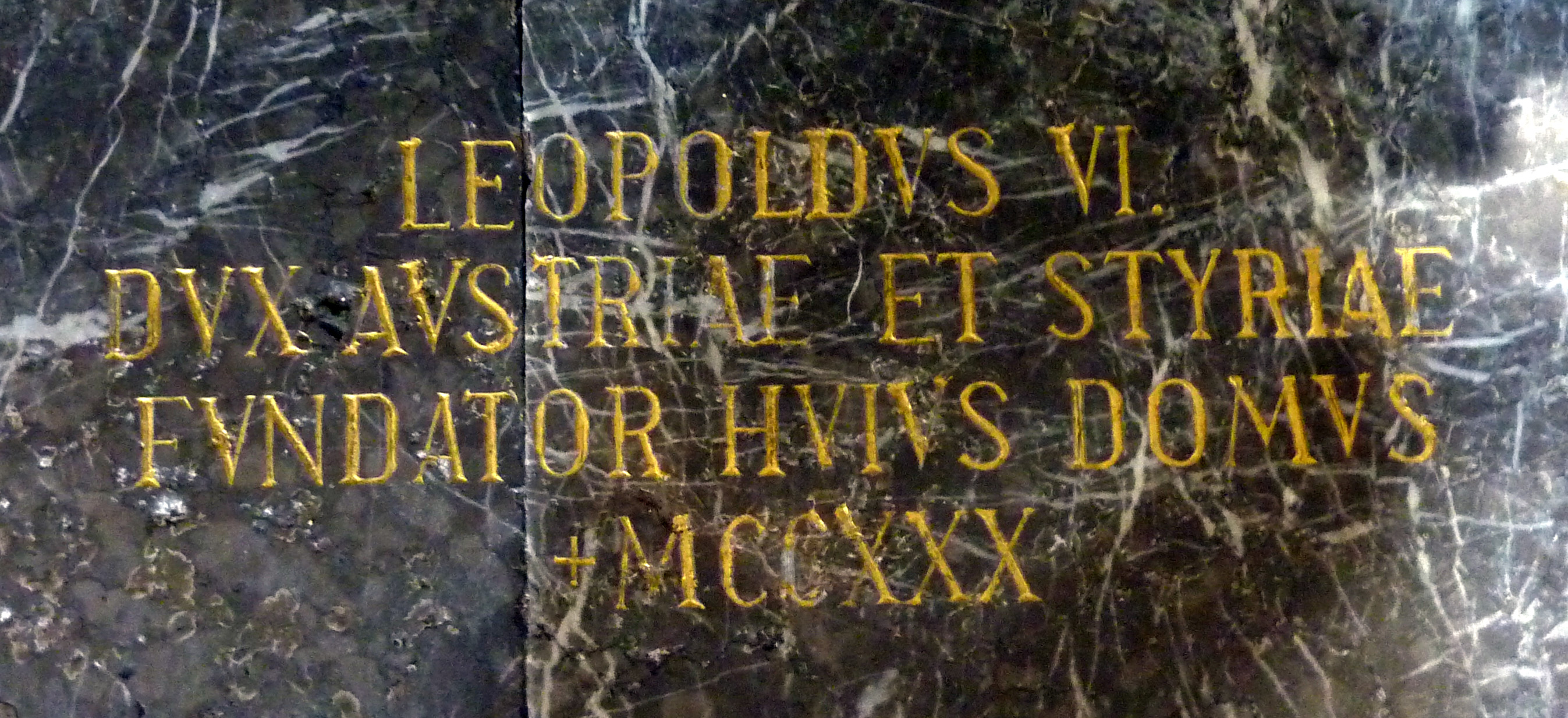
Hinweis auf das Grab Leopolds VI. an der Außenseite der Chorbalustrade

Nach einer geistlichen Krise im Stift Lilienfeld des 16. Jahrhunderts wurde die Abtei im 17. Jahrhundert zu einem regionalen Zentrum der Gegenreformation. Von 1641 bis 1716 wurde der mittelalterliche Klosterkomplex durch frühbarocke Anbauten des Gasttraktes, des Westtraktes mit den Kaiserzimmern, der Prälatur und der Bibliothek ergänzt. Während der Türkenbelagerung Wiens im Jahr 1683 leistete das Stift Lilienfeld zusammen mit der Bevölkerung der Umgebung erfolgreichen Widerstand gegen die Plünderungen der umherziehenden Türken und Tataren. In der ersten Hälfte des 18. Jahrhunderts wurden der Kirchturm, die Bibliothek und die Kircheninneneinrichtung im Barockstil errichtet. In der Zeit der Aufklärung übernahm das Stift Lilienfeld zahlreiche Aufgaben in der Pfarrseelsorge vieler neuer Pfarren. 1789 ließ Kaiser Joseph II. das Stift Lilienfeld aufgrund großer Schulden des Stiftes aufheben. Sein Nachfolger Kaiser Leopold II. stellte es jedoch – auch auf Bitten der Lilienfelder Bevölkerung – wieder her. Während dieses einen Jahres der Aufhebung gingen viele wertvolle Kunstgegenstände und Schriften des Stiftes verloren. 1810 verheerte ein großer Brand fast das ganze Stift, das in den Folgejahren unter Abt Johann Ladislaus Pyrker mühsam wieder aufgebaut wurde. Dieser Abt wurde später Patriarch von Venedig und schließlich Erzbischof von Eger (Ungarn). Die Äbte des Stiftes Lilienfeld traten während des 19. Jahrhunderts als Kunstmäzene im Bereich der Musik und Malerei auf. Abt Ambros Becziczka ließ 1826 einen botanischen Garten mit exotischen Pflanzen, den sogenannten Stiftspark, anlegen.
Im 20. Jahrhundert litt das Stift Lilienfeld sehr an den wirtschaftlichen Krisen der 1930er Jahre, an starken Beschränkungen während des NS-Regimes und an den Zerstörungen während der letzten Kriegstage 1945. Eine russische Bibel soll dafür verantwortlich sein, dass das Kloster von den Besatzungssoldaten der sowjetischen Armee verschont blieb. Auch ein Hinweis des sowjetischen Kommandanten in russischer Sprache im Gästebuch deutet auf die Schonung des Klosters durch die Besatzungsmacht hin.

„… In diesem Kloster musste ich mit einer Gruppe Soldaten in den Tagen des Kriegsendes einige Tage bleiben und auf alle erdenklichen Weisen rettete ich dieses Kloster vor Plünderung, indem ich seine Denkmäler bewachte. …“

Nach der Zeit des Wiederaufbaus fand im Stift Lilienfeld 1976 die Niederösterreichische Landesausstellung „1000 Jahre Babenberger in Österreich“ statt. 1976 verlieh Papst Paul VI. der Stiftskirche Lilienfeld den Titel einer Basilica minor.
Bei Grabungen in der Stiftskirche im Jahr 1974 wurde festgestellt, dass der aus Türnitzer Marmor bestehende Sarg Leopolds VI. nur ein Kenotaph ist. Unter dem leeren Sarg ist die Grablege der oben genannten Cimburgis. Leopold VI. ist am nördlichen Rand des Altarraums vor der Balustrade bestattet, daneben seine Tochter Margarete von Babenberg. Außen an der Chorbalustrade weisen zwei Inschriften auf die beiden Gräber hin. Im Presbyterium, in dem Cimburgis vermutet wurde, liegt der Freisinger Fürstbischof Konrad IV.
Anlässlich der 800-Jahr-Feier des Stiftes im Jahr 2002 gab es über einzelne Aspekte seiner Geschichte die Ausstellung „Cisto“.

## Bedeutende Stiftsangehörige

### Äbte von Stift Lilienfeld
Seit 16. Mai 2019 ist Pius Martin Maurer Abt des Stiftes.

### Bedeutende Stiftsangehörige
- Hilger Burghoff (1623–1666), Abt von Kloster Sedlec
- Alberich Burghoff (1614–1685), Abt des Klosters Neuzelle
- Chrysostomus Hanthaler (1690–1754), Historiker und Numismatiker
- Bruno Heinrich (1908–1992), Prior im Stift Lilienfeld, Abt vom Stift Stams, Pfarrer in Göttlesbrunn
- Petrus Steigenberger (1933–2009), Abt von Stift Rein
- Eugen Müller (1934–2013), Prior im Stift Lilienfeld, Bibliothekar

## Bibliothek
Die Klosterbibliothek wurde im 13. Jahrhundert gegründet. Unter Abt Sigismund Braun (1695–1716) wurde der Einbau einer barocken Saalbibliothek im 1. Stock über dem Refektorium durchgeführt und 1716 fertiggestellt (Fläche von 17,80 m * 7,60 m, Höhe von 4,70 m). Er weist starke Ähnlichkeiten zu dem im Stift Lambach auf.
Die Bibliothek umfasst 40.000 Bände, 120 Inkunabeln und 229 Handschriften. Die Handschriften wurden 2017 erstmals in der Geschichte eines Stiftes komplett online ins Internet gestellt.

## Stiftspfarrkirchen
- Pfarrkirche Annaberg in Niederösterreich
- Pfarrkirche Stratzing
- Pfarrkirche Traisen
- Pfarrkirche Unterretzbach

## Orgel der Stiftskirche

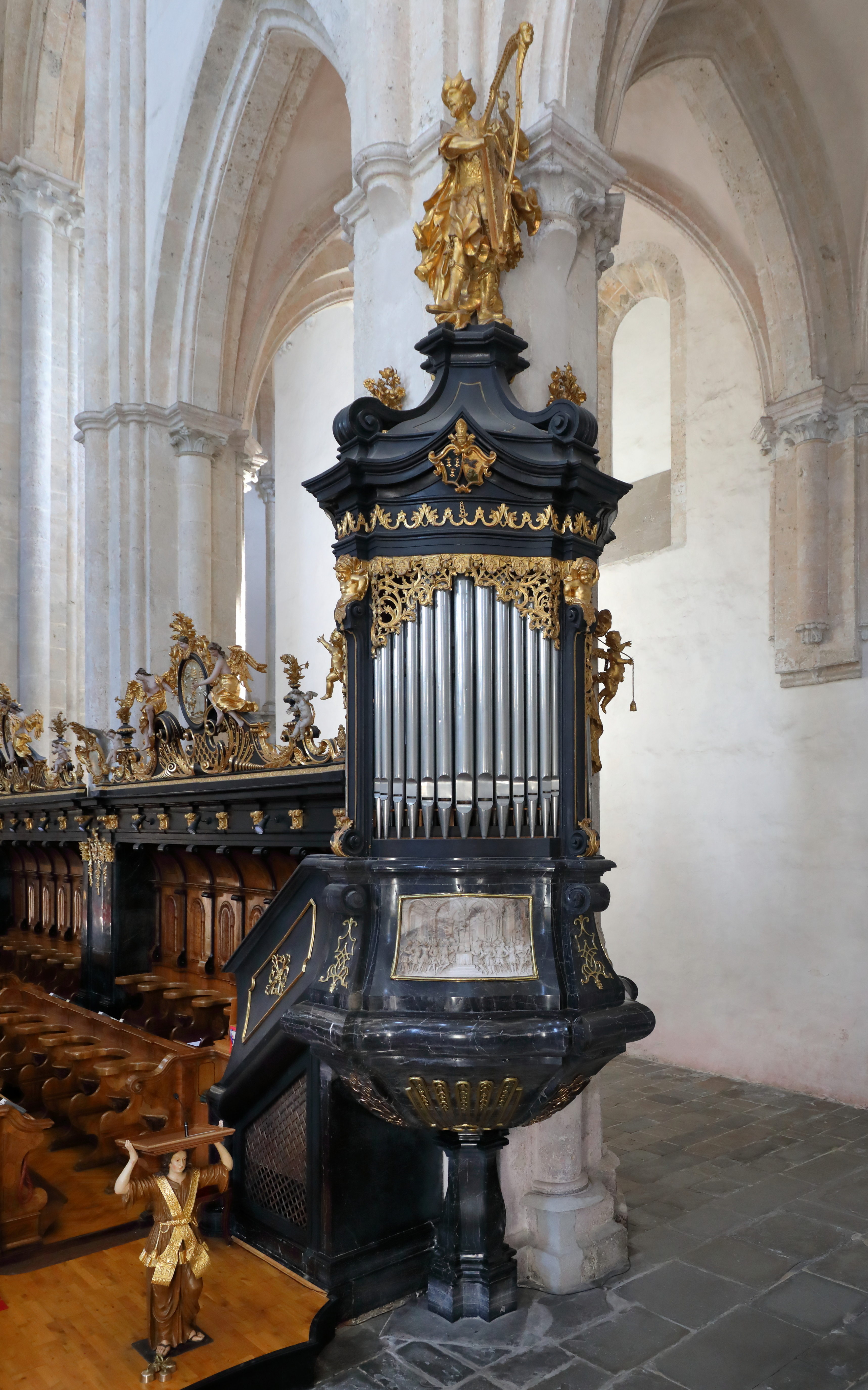
Chororgel; die Orgel mit 15 Register auf zwei Manuale und Pedal ist ein Werk aus dem Jahr 1961 des Orgelbauers Gregor Hradetzky, wobei das historische Gehäuse wieder verwendet wurde. Sie ist symmetrisch zur Kanzel gegenübergestellt und von analoger Gestaltung.

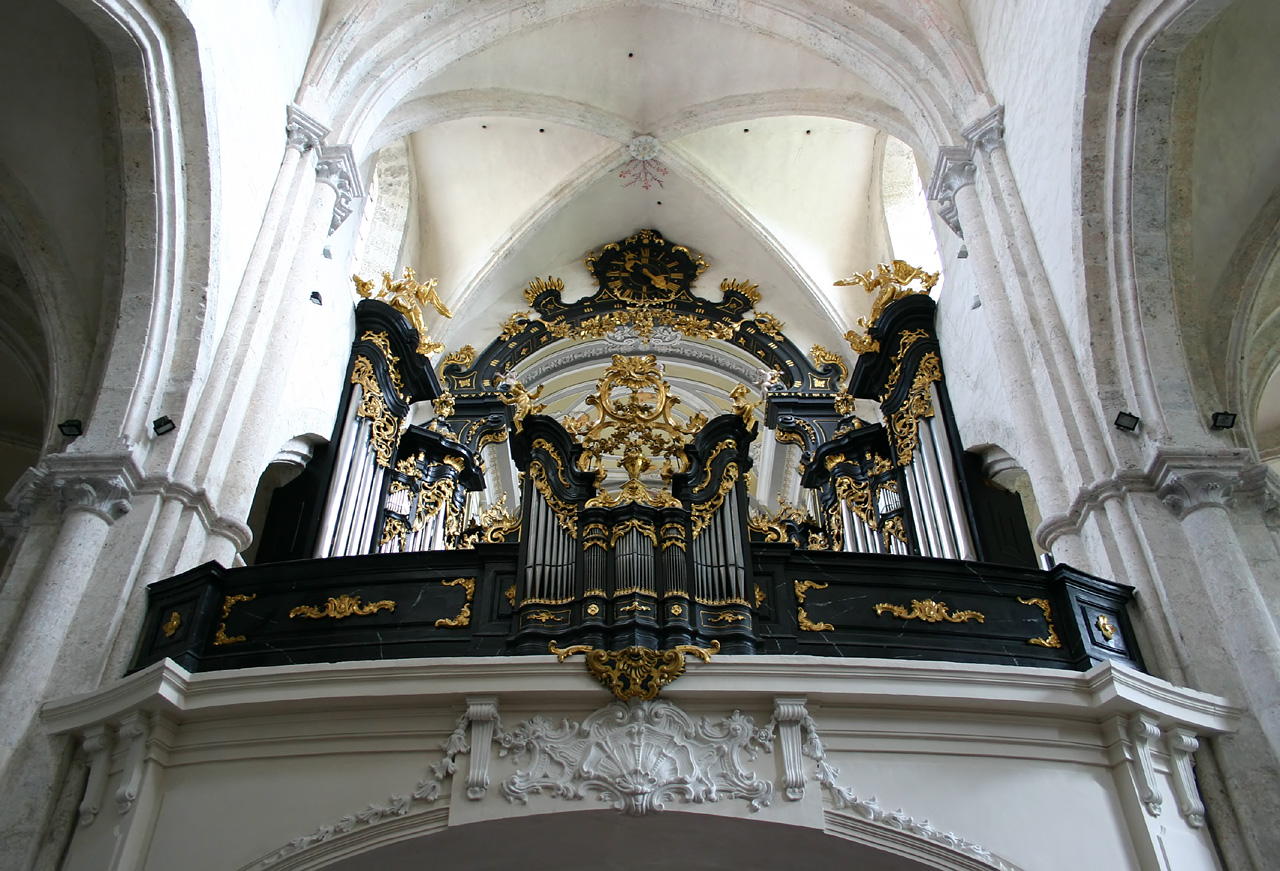
Orgelempore Stiftskirche

Die Stiftskirche beherbergt auf der Westempore eine große Orgel. Das Orgelgehäuse stammt von einem Instrument, welches im Jahre 1767 von dem Orgelbauer Ignaz Gatto erbaut wurde. Das ursprüngliche Orgelwerk hatte 22 Register auf zwei Manualwerken und Pedal. Im Laufe der Zeit wurde es mehrfach erweitert und umgebaut; Erweiterungs- und Umbaumaßnahmen in den Jahren 1940 und 1944 blieben unvollendet. Im Jahre 1956 entschied man sich für ein neues Orgelwerk im historischen Gehäuse. Das Werk wurde im Jahre 1962 von dem Orgelbauer Gregor Hradetzky ausgeführt. Es hatte 45 Register (3.288 Pfeifen) auf drei Manualen und Pedal. Angesichts der Anfälligkeit der technischen Anlage wurde das Instrument in den Jahren 1983 bis 1985 durch das Oberösterreichische Orgelbauunternehmen Kögler generalsaniert. Das Schleifladen-Instrument hat seitdem 44 Register auf drei Manualen und Pedal. Die Spieltrakturen sind mechanisch, die Registertrakturen sind elektrisch.
| I Rückpositiv C–g3 |                 |       |
| 1.                 | Holzgedackt     | 8′    |
| 2.                 | Quintadena      | 8′    |
| 3.                 | Prinzipal       | 4′    |
| 4.                 | Spitzflöte      | 4′    |
| 5.                 | Sesquialtera II | 2 ⁄3′ |
| 6.                 | Oktave          | 2′    |
| 7.                 | Blockflöte      | 4′    |
| 8.                 | Quinte          | 1 ⁄3′ |
| 9.                 | Scharff IV-V    | 1′    |
| 10.                | Dulzian         | 16′   |
| 11.                | Krummhorn       | 8′    |

| II Hauptwerk C–g3 |                     |       |
| 12.               | Gedacktpommer       | 16′   |
| 13.               | Prinzipal           | 8′    |
| 14.               | Rohrgedackt         | 8′    |
| 15.               | Gemshorn            | 8′    |
| 16.               | Oktave              | 4′    |
| 17.               | Hohlflöte           | 4′    |
| 18.               | Quinte              | 2 ⁄3′ |
| 19.               | Superoktave         | 2′    |
| 20.               | Mixtur maj. VI-VIII | 1 ⁄3′ |
| 21.               | Mixtur min. III-VI  | 1′    |
| 22.               | Trompete            | 16′   |
| 23.               | Trompete            | 8′    |

| III Oberwerk C–g3 |               |        |
| 24.               | Gedackt       | 8′     |
| 25.               | Salicional    | 8′     |
| 26.               | Praestant     | 4′     |
| 27.               | Rohrflöte     | 4′     |
| 28.               | Viol di Gamba | 4′     |
| 29.               | Nasard        | 2 ⁄3′  |
| 30.               | Oktave        | 2′     |
| 31.               | Nachthorn     | 2′     |
| 32.               | Terz          | 1 3⁄5′ |
| 33.               | Cymbel IV-V   | 1′     |
| 34.               | Schalmei      | 8′     |

| Pedalwerk C–f1 |               |       |
| 35.            | Prinzipal     | 16′   |
| 36.            | Subbass       | 16′   |
| 37.            | Oktavbass     | 8′    |
| 38.            | Gedacktbass   | 8′    |
| 39.            | Choralbass    | 4′    |
| 40.            | Schwiegel     | 2′    |
| 41.            | Mixtur III-IV | 2 ⁄3′ |
| 42.            | Posaune       | 16′   |
| 43.            | Trompete      | 8′    |
| 44.            | Zink          | 4′    |

## Bilder

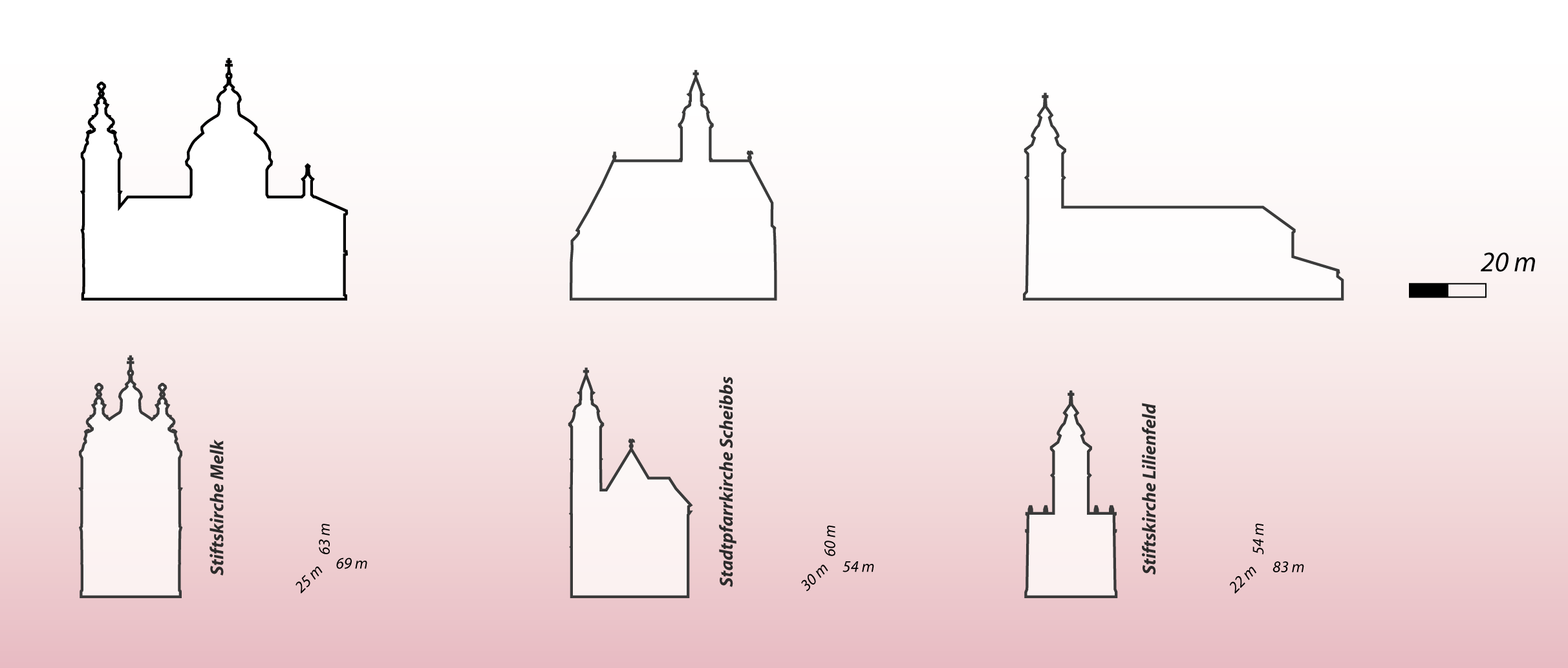
Größenvergleich einiger der größten Kirchen Niederösterreichs

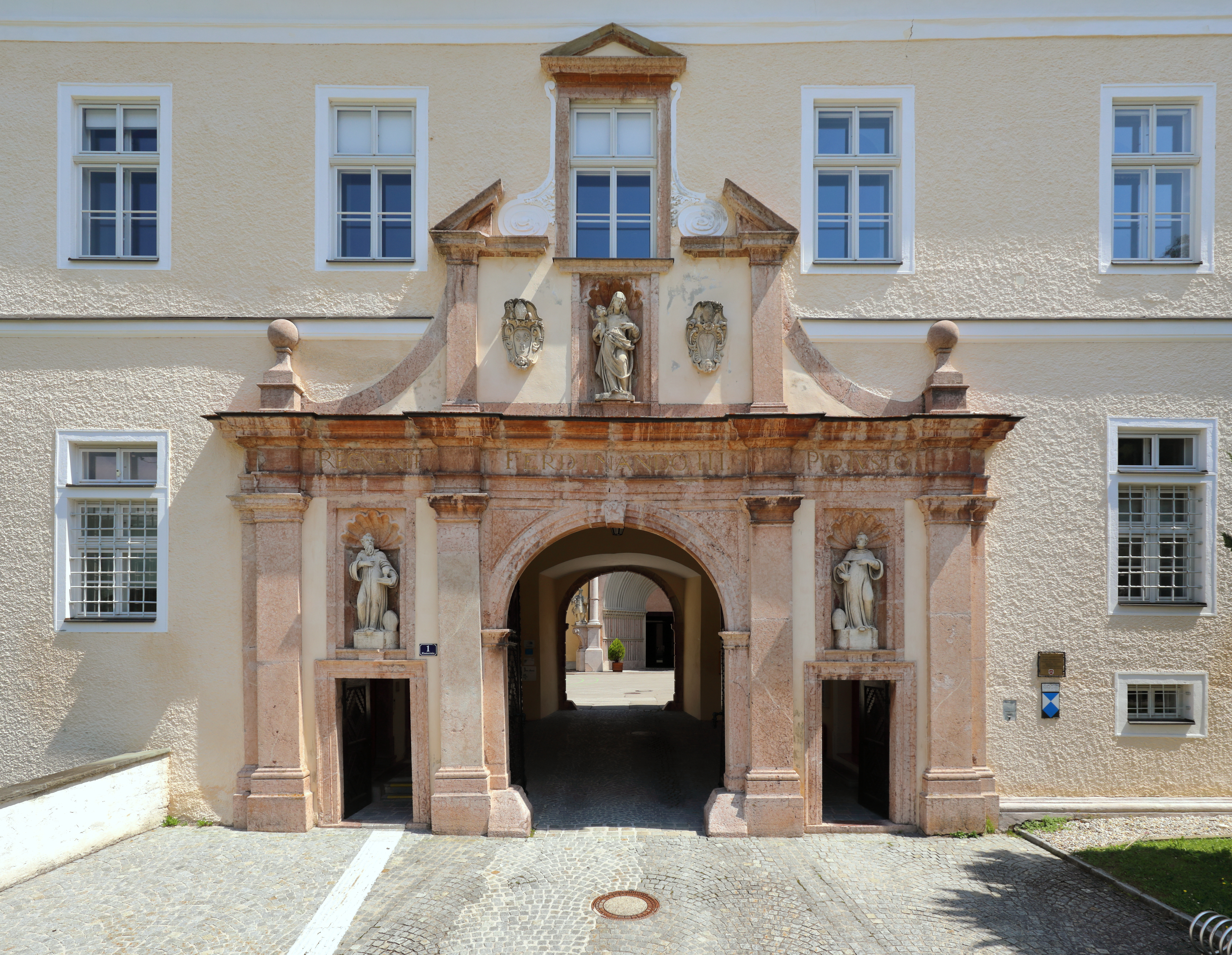
Hauptportal des Stiftes
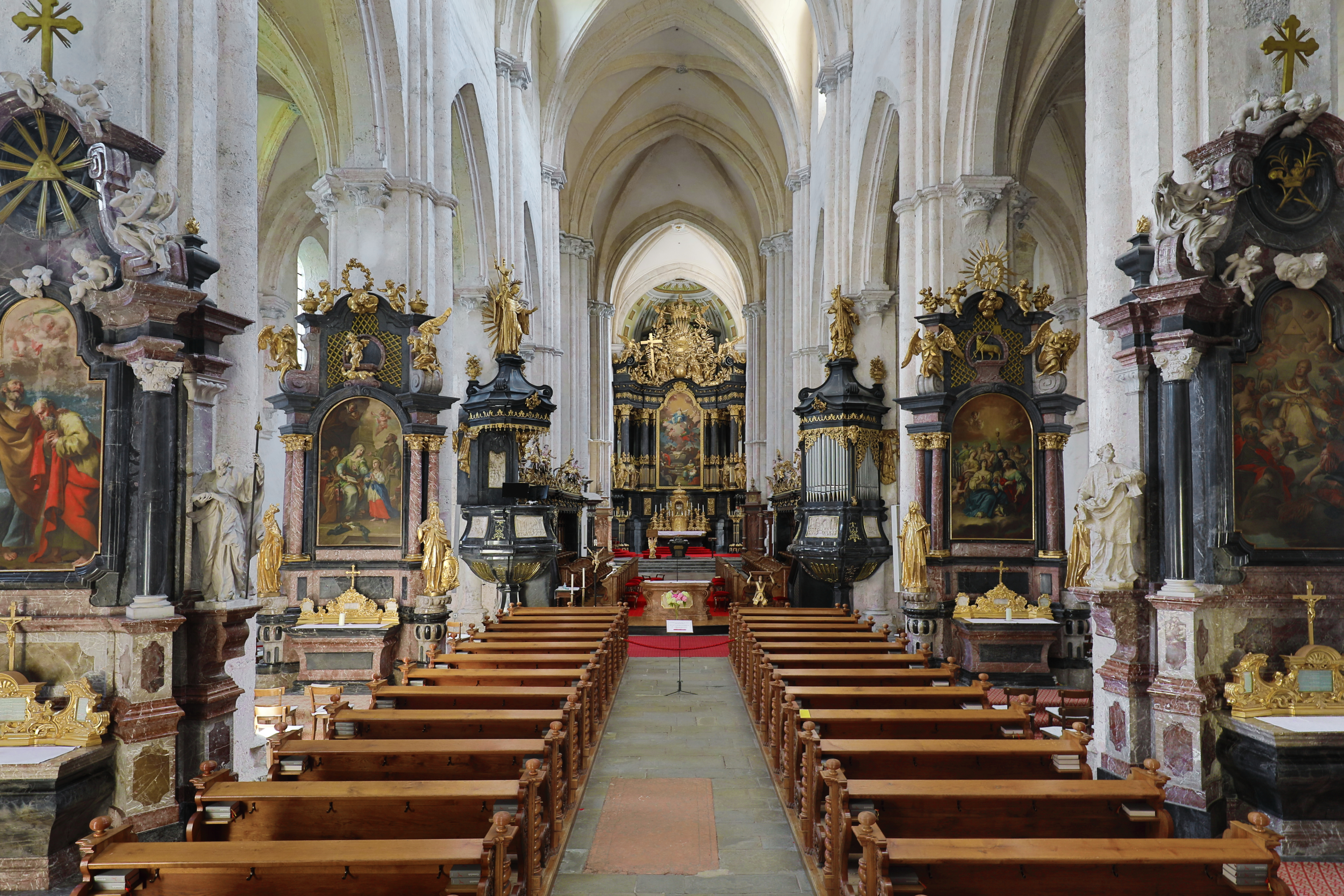
Innenansicht der Stiftskirche
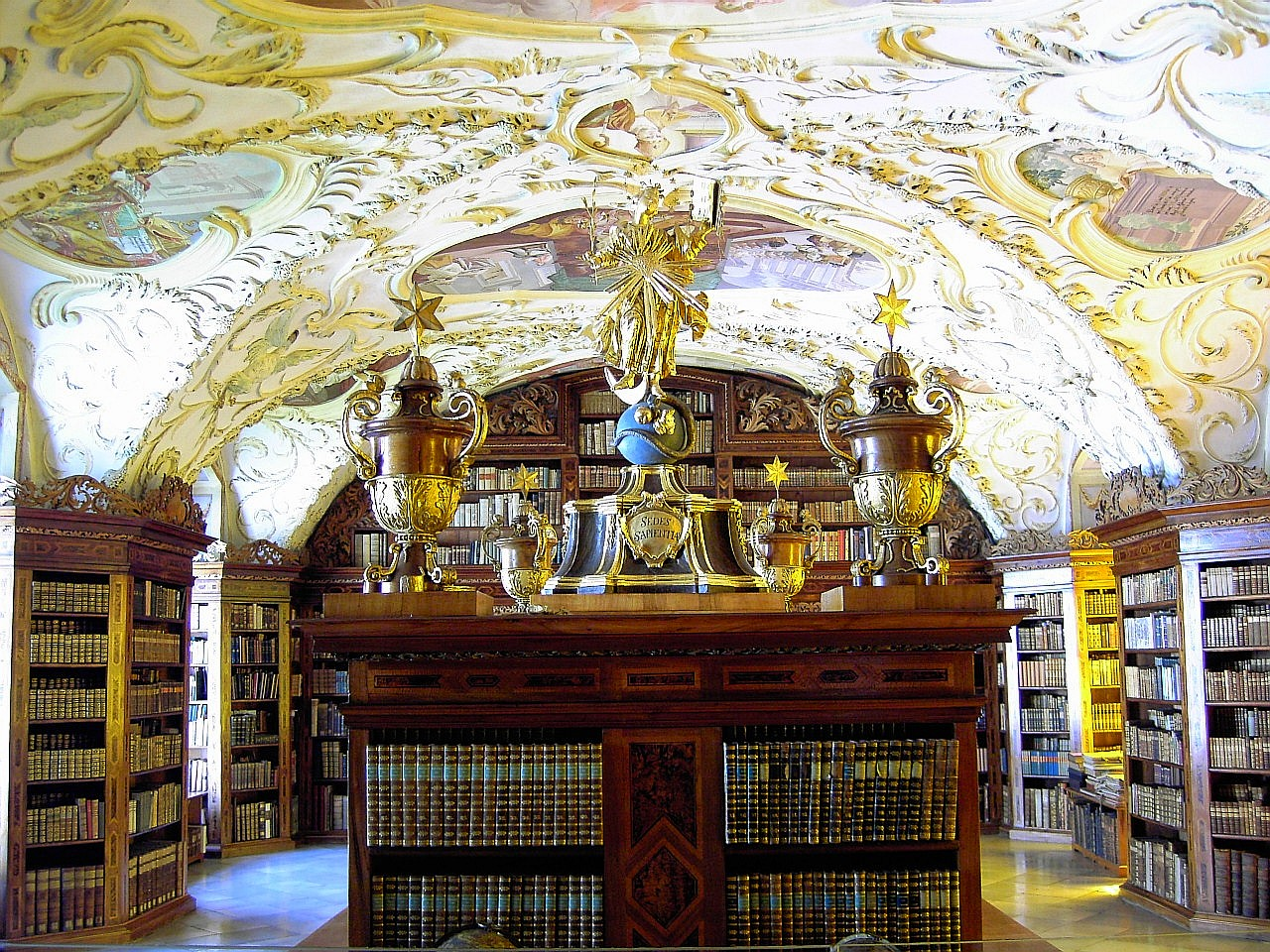
Bibliothek des Stiftes
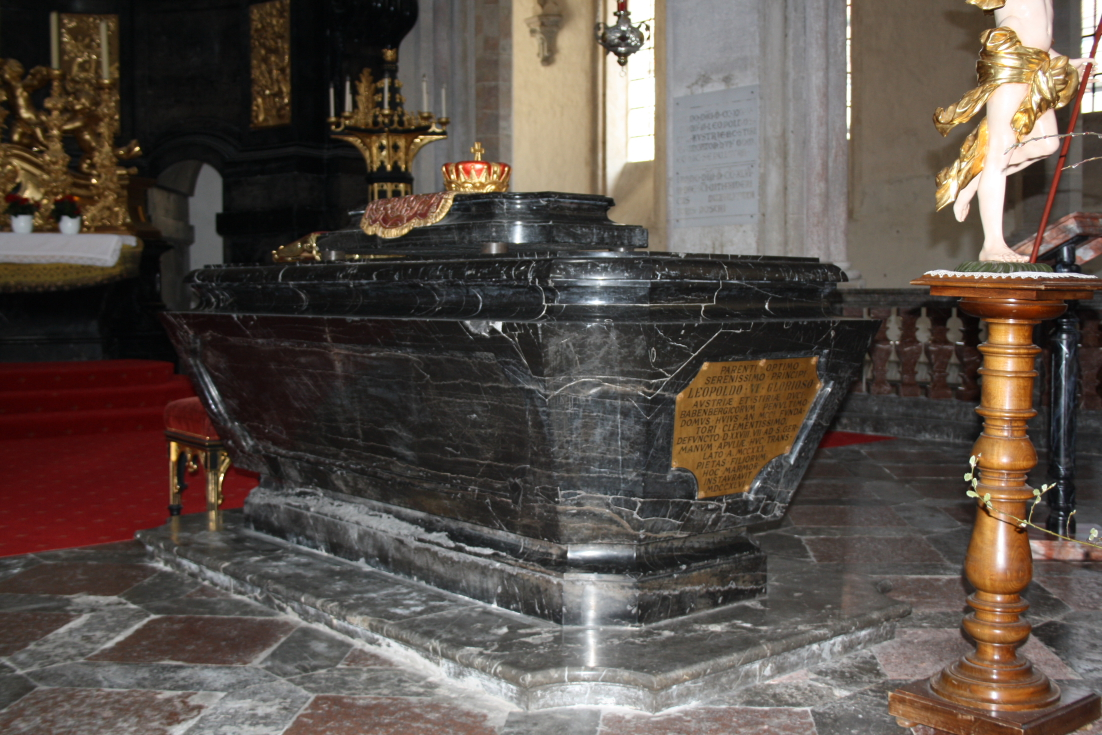
Kenotaph Leopolds VI. vor dem Hochaltar
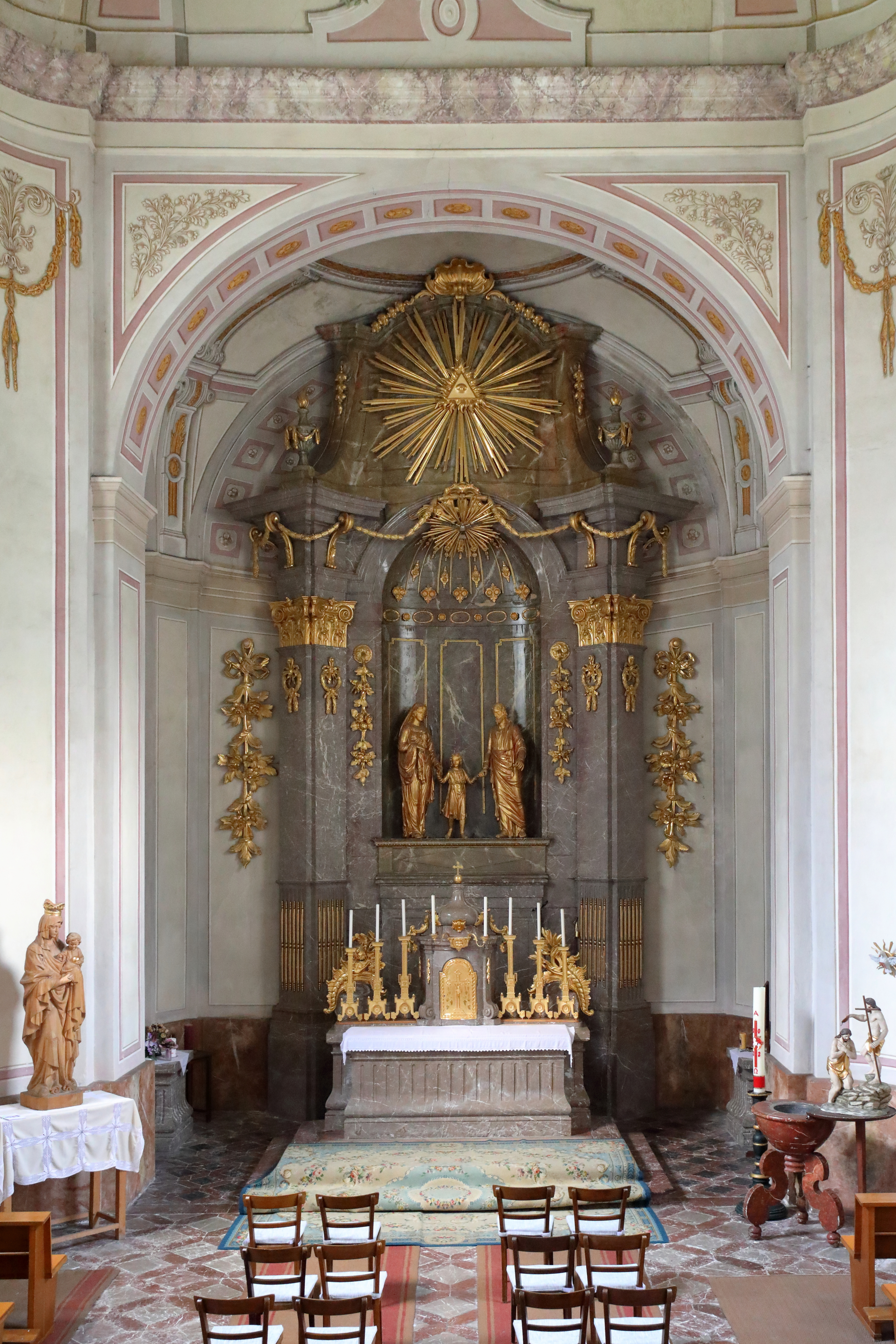
Josefikapelle in der Stiftskirche
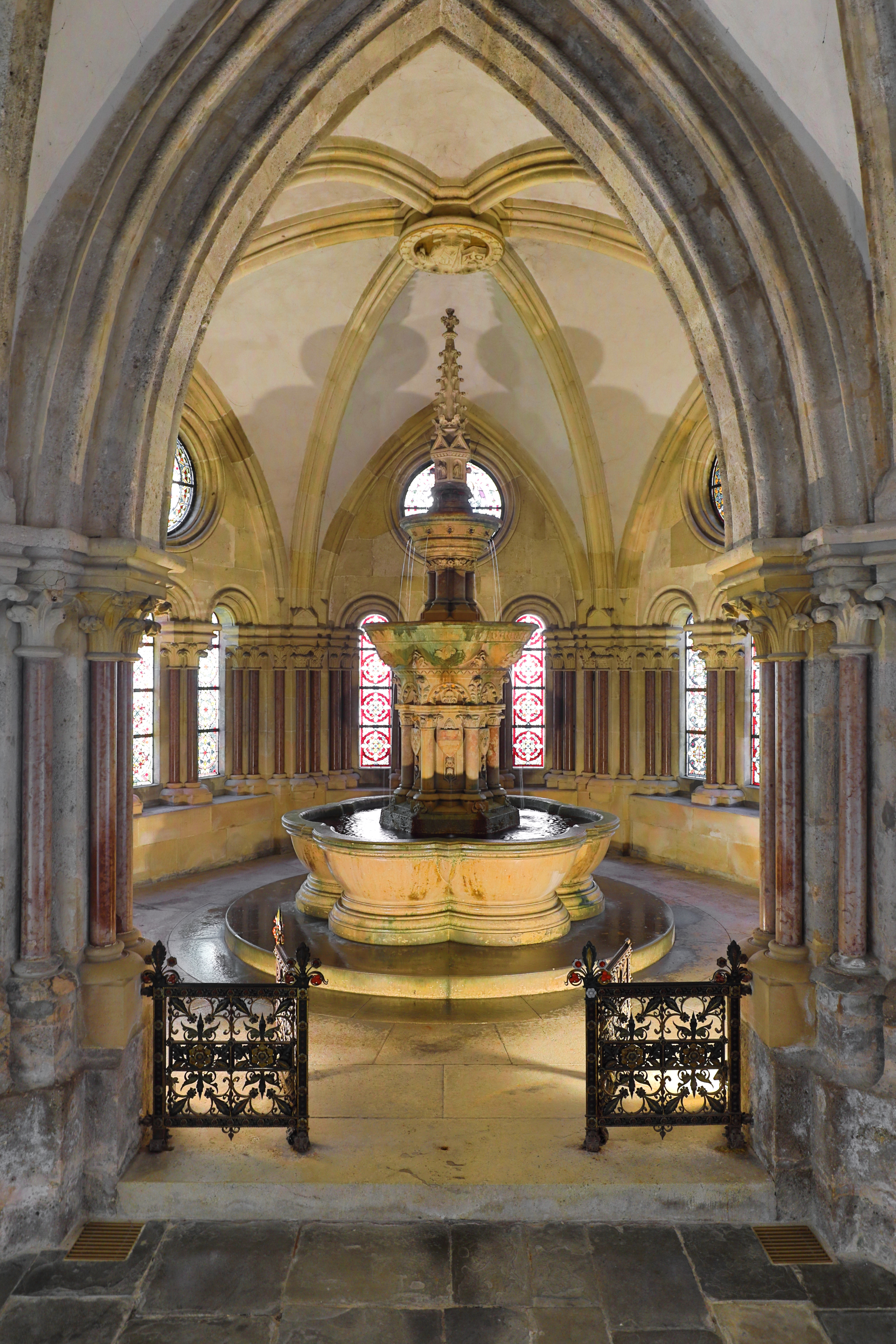
Brunnenhaus
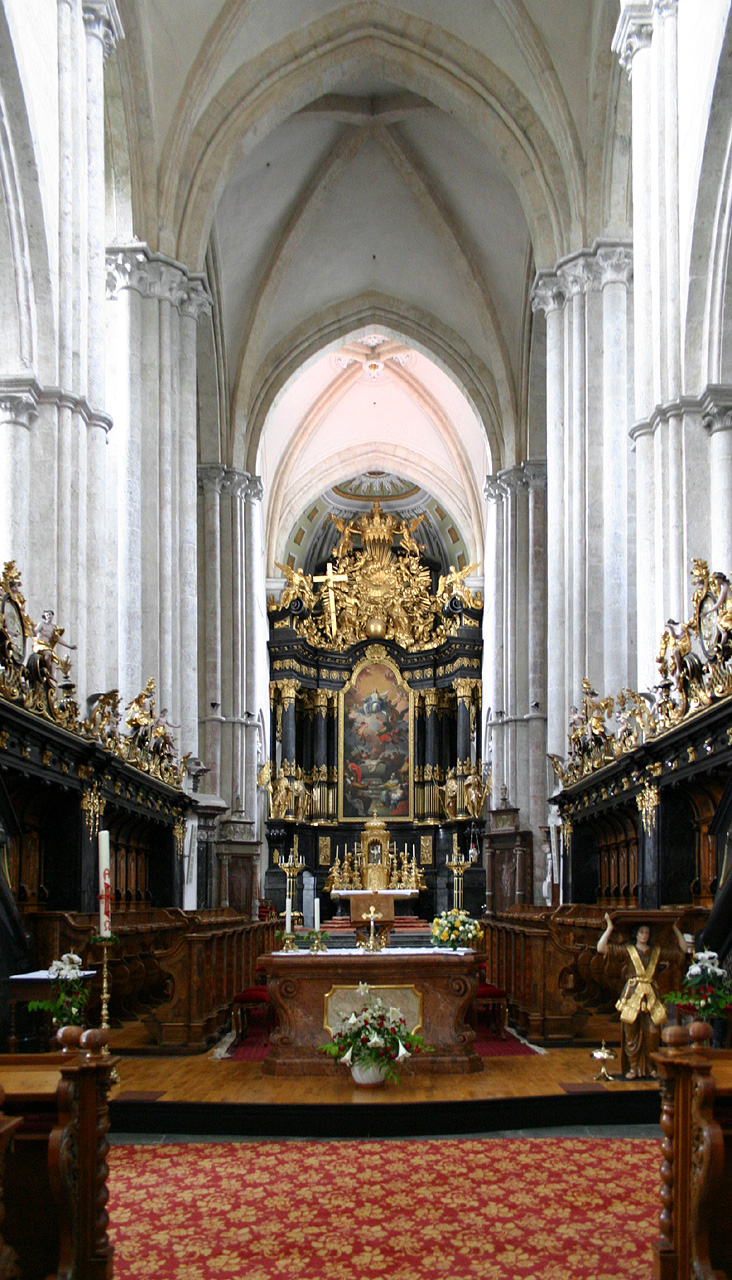
Chorraum Stiftskirche
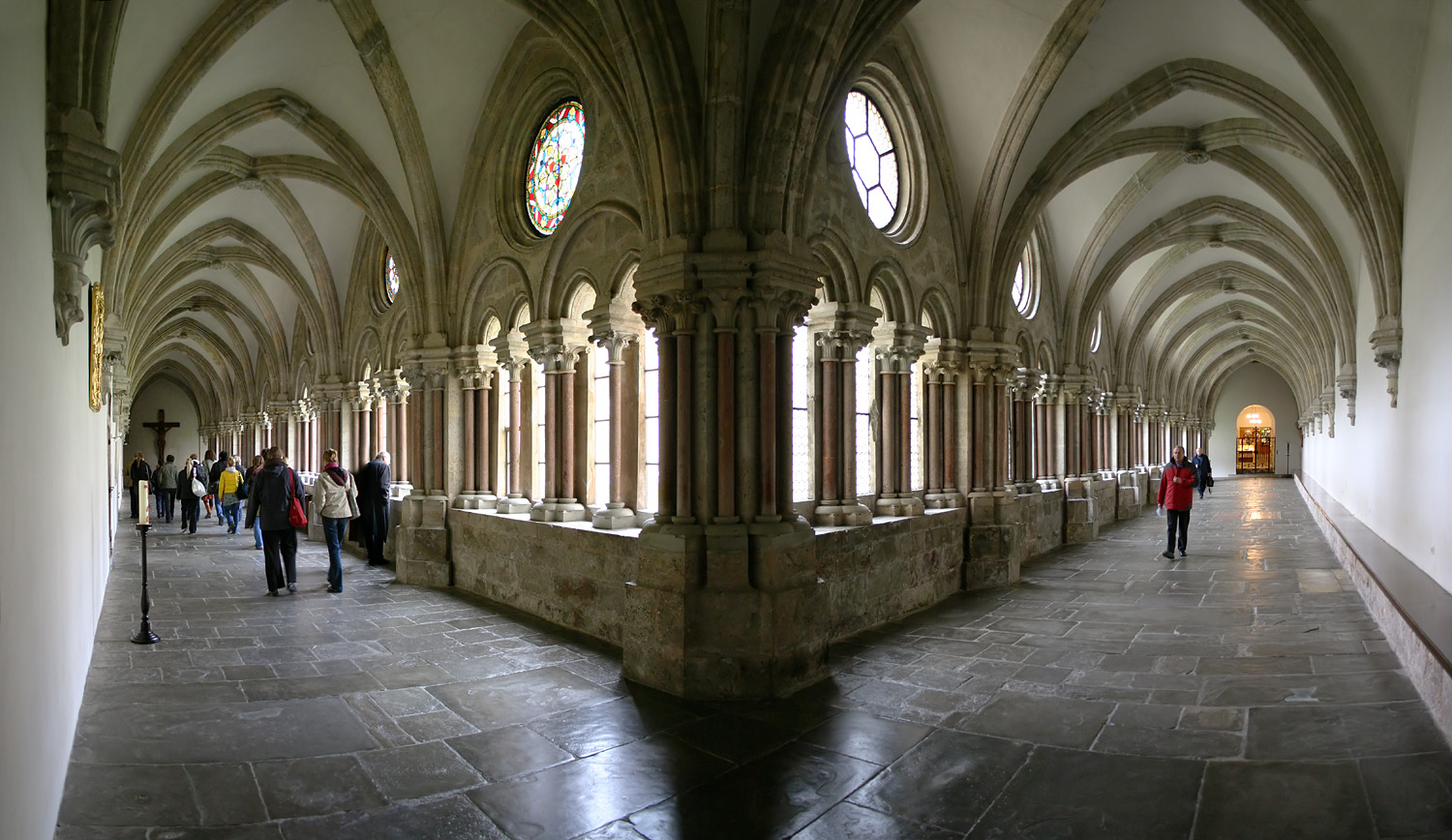
Kreuzgang